# Yobes Ondieki
Yobes Ondieki (* 21. Februar 1961 in Kisii, Provinz Nyanza) ist ein ehemaliger kenianischer Leichtathlet und war der erste Mensch, der die 10.000 Meter unter 27 Minuten absolvierte.
Einen seiner größten Erfolg feierte Ondieki im 5000-Meter-Lauf der Weltmeisterschaften 1991 in Tokio. Dort gewann er die Goldmedaille. In 13:14,45 Minuten stellte er zudem einen neuen Meisterschaftsrekord auf. Im selben Jahr stellte er mit 13:01,82 Minuten seine Bestzeit über diese Distanz auf. 
Bei den Olympischen Spielen 1992 in Barcelona gehörte er bis zum Schluss zur fünfköpfigen Spitzengruppe, wurde jedoch auf der Zielgeraden nicht nur vom Sieger Dieter Baumann, sondern auch von den anderen Läufern überspurtet und musste sich mit Platz 5 zufriedengeben. 
Den Sprung in die Geschichtsbücher schaffte der Kenianer am 10. Juli 1993 bei den Bislett Games in Oslo. Dort stellte er einen neuen Weltrekord über 10.000 Meter auf und knackte den nur fünf Tage alten Rekord von Richard Chelimo. Mit einer Zeit von 26:58,38 Minuten blieb Ondieki dabei als erster Mensch unter der 27-Minuten-Marke. Inzwischen gelang dies auch schon mehr als 40 weiteren Läufern.
Ondieki war mit der australischen Spitzenläuferin Lisa Martin-Ondieki verheiratet. Aus der mittlerweile geschiedenen Verbindung ging eine Tochter hervor.